# شاندرا مظفر
شاندرا مظفر (و. 1947) سياسي ماليزي. ناشط في حقوق الإنسان. ناقد رئيسي للعولمة. حاضر بجامعة هارفارد وغيرها.
بدأ حضوره الثقافي في ماليزيا مبكرًا بأطروحته التي نال بها الماجستير عام 1974 عن "حماية المجتمع الملايوي: دراسة حالة مواقف حزب أمنو -الحاكم- والمعارضة"، ثم رسالته للدكتوراة التي تناولت "بعض المفاهيم السائدة والأفكار المخالفة حول الحكم الملايوي والمجتمع الملايوي منذ عهد سلطنة ملاكا وحتى عهد الاستقلال"، وكان آخر عهده بالوسط الأكاديمي قبل فصله هو رئاسته لمركز حوار الحضارات في جامعة ملايا (1999).
ولمظفر خبرة كبيرة في عمل المنظمات غير الحكومية فقد كان على صلة بـ23 منظمة ومعهدًا ومجلسًا استشاريًّا ومركزًا ودورية محليا وإقليميا ودوليا، وما يزال ناشطًا مع 15 منظمة وهيئة دولية غير حكومية، وهو حاصل على 5 جوائز دولية لجهوده في مجال حقوق الإنسان والدراسات الآسيوية، وله 25 كتابًا باللغتين الإنجليزية والملايوية، بالإضافة إلى مشاركته في عشرات المؤتمرات وإلقائه وكتابته لمئات من المقالات والمحاضرات.